# Бъртранд Ръсел
Бъртранд Артър Уилям Ръсел (на английски: Bertrand Arthur William Russell), 3-ти граф Ръсел, е британски философ, логик, математик, историк, пацифист и социален критик.
Развива фамилната традиция на политическа ангажираност, отстоявайки антивоенните си позиции, подкрепя свободната търговия и антиимпериализма. Ръсел също така е и активист за правото на жените да гласуват и атеист. Милиони хора считат Ръсел за пример във воденето на съзидателен и рационален живот, но същевременно позициите му по много въпроси са смятани за спорни от много други хора.
През 1950 г. е награден с Нобелова награда за литература, „като признание за разнообразната и значима писателска дейност, с която защитава общочовешките идеали и свободата на мислене“.
Известен е с формулирания от него Парадокс на Ръсел в теорията на множествата. Ръсел популяризира философията и си създава име като пацифист и социалист.

## Биография
Роден е на 18 май 1872 г. в село Трелек, Уелс, в аристократично семейство. Дядо му по бащина линия е Джон Ръсел, два пъти министър-председател на Великобритания през Викторианската епоха, когато Обединеното кралство е в зенита на своята икономическа и политическа сила. Негов кръстник става бъдещият известен дизайнер Томас Кобдън-Сандерсън, който е приятел на родителите му.
Остава рано сирак и е отгледан от дядо си и баба си. Завършва математика и философия в Тринити Колидж, Кеймбридж. Преподава известно време в Лондонското училище по икономика, а в края на 90-те години на XIX век започва интензивно да се занимава с основи на математиката в Тринити Колидж. През 1898 пише An Essay on the Foundations of Geometry („Опит върху основите на геометрията“), свързан с неевклидова геометрия. След като посещава международен конгрес по философия в Париж през 1900 година и се запознава с теория на множествата, измисля т.нар. Парадокс на Ръсел. През 1903 година публикува The Principles of Mathematics, върху основите на математиката. В нея се излага тезата, че математиката и логиката са едно и също.
През 1908 е избран за член на Кралското научно дружество.
Като един от най-известните представители на интелигенцията, Ръсел има голям морален авторитет дори до средата на 90-те години на своя живот. Някои от въпросите, по които взема дейно участие, са ядреното разоръжаване, Виетнамската война, съветската диктатура, религиозния догматизъм и др.
На два пъти е арестуван поради пацифистката си дейност и проектите против употребата на ядрено оръжие, като втория път е на 81-годишна възраст.
Ръсел е атеист и силно антихристиянски настроен (говори за това по време на много от лекциите си).
Умира от грип на 2 февруари 1970 г. в село Пенриндейдрайт (Penrhyndeudraeth), Уелс, на 97-годишна възраст.